# Football Club Internazionale Milano 2003-2004
Questa voce raccoglie le informazioni riguardanti il Football Club Internazionale Milano nelle competizioni ufficiali della stagione 2003-2004.

## Stagione

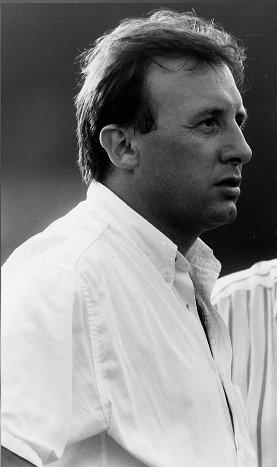
Il «traghettatore» Zaccheroni, giunto all'Inter nell'ottobre 2003, condusse la squadra alla qualificazione in Champions League.

La rinnovata fiducia al tecnico Héctor Cúper – protagonista di semifinali europee e podi in Serie A nell'ultimo biennio – suscitava le perplessità dell'ambiente, con lo stesso presidente Massimo Moratti inizialmente orientato a pescare nella capitale l'esperto Fabio Capello o l'emergente Roberto Mancini: gli attriti in spogliatoio con Di Biagio e Crespo inducevano entrambi a lasciare Milano, mentre il sorteggio della Champions League riservò ai nerazzurri il temuto Arsenal pur a fronte di un calendario agevole nelle prime battute.
Benché in linea con le richieste dell'allenatore, il mercato estivo risultò nel suo complesso deludente: i francesi Bréchet e Lamouchi trovarono poco spazio, con Luciano ceduto a gennaio e Fadiga nemmeno tesserato per un'aritmia cardiaca. In chiaroscuro i nazionali Helveg e Karagounis, con le ali Van der Meyde e Kily González a supportare la punta Cruz; positivo l'esordio in coppa sul campo dei londinesi, centrando in quel di Highbury un'affermazione tanto netta nel punteggio quanto inedita alle compagini italiane.
Un nuovo successo contro la Dinamo Kiev sembrò ipotecare il passaggio del turno, prima che il derby meneghino perso il 5 ottobre 2003 rimettesse in discussione l'argentino: un rigore di Vieri evitò la sconfitta a Brescia, ma non l'esonero e la conseguente sostituzione con Zaccheroni. A sedere pro tempore in panchina durante la trasferta a Mosca il responsabile della Primavera, Corrado Verdelli, subendo un knock out pesante nel punteggio ma non ancora decisivo per la classifica.
Una positività al nandrolone poneva intanto fuori causa Kallon, col mister cesenate accolto freddamente dai sostenitori: difeso il primato in Europa, allo stadio Meazza si consumava una tragedia quando un tifoso perse la vita gettandosi dagli spalti in occasione del match con l'Ancona. Javier Zanetti e soci affrontarono quindi i Gunners in condizione relativamente vantaggiosa, ma una manita patita dai britannici rimandava all'ultimo incontro le possibilità di qualificarsi; vittoriosa a Torino nel derby d'Italia – per un risultato che nel capoluogo piemontese mancava ormai dal 21 marzo 1993 – e rilanciatasi in campionato, l'Inter impattò in Ucraina chiudendo il gruppo in terza posizione.
Ammessi in tal modo alla Coppa UEFA, i milanesi persero a Roma frantumando nella circostanza l'utile filotto di 6 vittorie consecutive: una generica crisi invernale esplodeva di lì a poco, coi primi sintomi rintracciabili nel rapporto sempre più burrascoso tra Vieri e la dirigenza. L'Empoli violava frattanto San Siro, «débâcle» avente per seguito il ritiro di Moratti dall'incarico presidenziale con Giacinto Facchetti a succedergli in tali vesti; dalla sessione invernale giunsero l'ex centrocampista laziale Stanković e il brasiliano Adriano, già scoperto e acquistato dal club nel 2001 prima del prestito a Fiorentina e Parma.

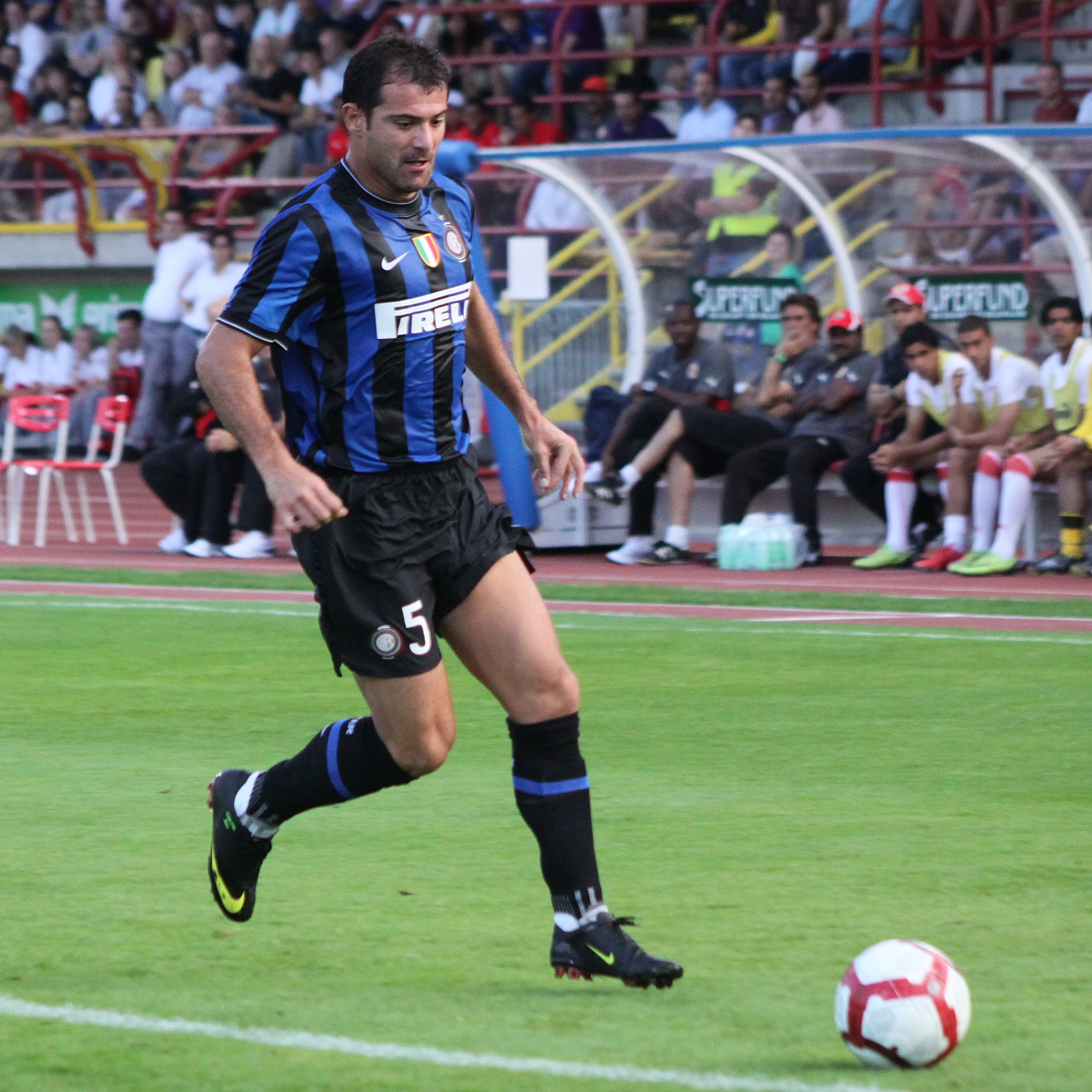
Il centrocampista Stanković, arrivato durante la finestra invernale del calciomercato: il serbo offrì un contributo importante per il raggiungimento del quarto posto.

La Pinetina era quindi scossa dal lungo stop che la giustizia infliggeva a Materazzi, complice l'aggressione di questi al senese Bruno Cirillo al termine della partita: pur con il giovane brasiliano a rivitalizzare l'attacco, Zaccheroni falliva l'obiettivo della Coppa Italia – uscendo in semifinale e ai tiri di rigore contro la Juventus, che verrà a sua volta sconfitta in finale dalla Lazio –, facendosi poi rimontare le due reti di vantaggio nella stracittadina persa il 21 febbraio 2004. Sottolineato mediante polemiche contestazioni dalla tifoseria, i risultati sino a quel momento ottenuti (nel quale inserire, tra febbraio e marzo, una serie di 11 gare consecutive senza imporsi nelle tre competizioni), la squadra portava una gioia ai propri tifosi sconfiggendo i rivali juventini anche nella gara di ritorno a Milano; archiviata con un'eliminazione nei quarti di finale anche l'avventura nella seconda coppa europea, contro l'Olympique Marsiglia di Didier Drogba, ad aprile la Beneamata rimaneva in corsa unicamente per i posti utili ai preliminari di Champions League dell'anno successivo.
Piazzamento, questo, per cui concorrevano i succitati romani e ducali riscattando sul campo le precarie situazioni economiche dei due club: se l'impianto casalingo veniva ancora funestato dal suicidio di uno spettatore, i lombardi arrivarono col margine di +1 sui parmensi alla finale e decisiva giornata. Espugnato con sofferenza il Castellani causando la retrocessione dei locali azzurri, un quarto posto a 23 lunghezze dallo scudettato Milan salvaguardò la partecipazione al massimo torneo continentale: l'allenatore romagnolo presentò tuttavia le dimissioni, sostenendo di non godere dell'appoggio societario.

## Divise e sponsor
Lo sponsor tecnico per la stagione 2003-2004 fu la Nike, mentre lo sponsor ufficiale fu Pirelli.
| Casa | Trasferta | Terza divisa | 1ª portiere | 2ª portiere | 3ª portiere |

## Organigramma societario
Area direttiva
- Presidente: Massimo Moratti, poi Giacinto Facchetti[83]
- Vice Presidente: Giacinto Facchetti
- Amministratore delegato: Rinaldo Ghelfi
- Direttore Generale: Massimo Moretti
- Consigliere delegato inter-active: Jefferson Merlin Slack

Area organizzativa
- Segretario esecutivo: Giuseppe Rizzello
- Direttore organizzativo e Team manager: Bruno Bartolozzi

Area comunicazione
- Direttore comunicazione e capo ufficio stampa: Paolo Viganò
- Direttore editoriale: Susanna Wermelinger
- Ufficio Stampa: Andrea Butti e Leo Picchi

Area tecnica
- Consulente di mercato: Gabriele Oriali
- Direttore tecnico: Marco Branca
- Allenatore: Héctor Cúper,[84] poi Corrado Verdelli, poi Alberto Zaccheroni
- Allenatore in seconda: Oscar Cavallero,[84] Corrado Verdelli, Stefano Agresti
- Responsabile preparatore atletico: Juan Manuel Alfano[84]
- Preparatore atletico: Gian Nicola Bisciotti, Claudio Gaudino e Paolo Baffoni
- Preparatore dei portieri: Maurizio Guido

Area sanitaria
- Medici sociali: Franco Combi, Fabio Forloni
- Terapista: Marco Morelli
- Massofisioterapisti: Silvano Cotti, Massimo Dellacasa, Marco Dellacasa

## Rosa
Rosa e numerazione aggiornate al 31 gennaio 2004.
| N. |                                | Ruolo | Calciatore                |
| -- | ------------------------------ | ----- | ------------------------- |
| 1  | Italia (bandiera)              | P     | Francesco Toldo           |
| 2  | Colombia (bandiera)            | D     | Iván Córdoba              |
| 3  | Sierra Leone (bandiera)        | A     | Mohammed Kallon           |
| 4  | Argentina (bandiera)           | D     | Javier Zanetti (capitano) |
| 5  | Turchia (bandiera)             | C     | Emre Belözoğlu            |
| 6  | Italia (bandiera)              | C     | Cristiano Zanetti         |
| 7  | Paesi Bassi (bandiera)         | C     | Andy van der Meyde        |
| 8  | Francia (bandiera)             | C     | Sabri Lamouchi            |
| 9  | Argentina (bandiera)           | A     | Julio Cruz                |
| 10 | Brasile (bandiera)             | A     | Adriano                   |
| 11 | Brasile (bandiera)             | C     | Luciano                   |
| 11 | Serbia e Montenegro (bandiera) | C     | Dejan Stanković           |
| 12 | Italia (bandiera)              | P     | Alberto Fontana           |
| 13 | Danimarca (bandiera)           | D     | Thomas Helveg             |
| 14 | Spagna (bandiera)              | C     | Francisco Farinós         |
| 15 | Italia (bandiera)              | D     | Daniele Adani             |
| 16 | Uruguay (bandiera)             | D     | Gonzalo Sorondo           |
| 17 | Italia (bandiera)              | D     | Fabio Cannavaro           |

| N. |                      | Ruolo | Calciatore          |
| -- | -------------------- | ----- | ------------------- |
| 18 | Argentina (bandiera) | C     | Kily González       |
| 19 | Grecia (bandiera)    | C     | Giōrgos Karagkounīs |
| 20 | Uruguay (bandiera)   | A     | Álvaro Recoba       |
| 21 | Italia (bandiera)    | C     | Nicola Beati        |
| 22 | Turchia (bandiera)   | C     | Okan Buruk          |
| 23 | Italia (bandiera)    | D     | Marco Materazzi     |
| 24 | Paraguay (bandiera)  | D     | Carlos Gamarra      |
| 25 | Argentina (bandiera) | C     | Matías Almeyda      |
| 26 | Italia (bandiera)    | D     | Giovanni Pasquale   |
| 27 | Senegal (bandiera)   | C     | Khalilou Fadiga     |
| 28 | Italia (bandiera)    | C     | Mario Rebecchi      |
| 30 | Nigeria (bandiera)   | A     | Obafemi Martins     |
| 31 | Francia (bandiera)   | D     | Jérémie Bréchet     |
| 32 | Italia (bandiera)    | A     | Christian Vieri     |
| 33 | Nigeria (bandiera)   | A     | Isah Eliakwu        |
| 51 | Italia (bandiera)    | P     | Giacomo Bindi       |
| 71 | Italia (bandiera)    | P     | Alex Cordaz         |
| 77 | Italia (bandiera)    | D     | Francesco Coco      |

## Calciomercato

### Sessione estiva(dall'1/7 al 31/8)
| Acquisti | Acquisti            | Acquisti        | Acquisti                   |
| R.       | Nome                | da              | Modalità                   |
| -------- | ------------------- | --------------- | -------------------------- |
| D        | Jérémie Bréchet     | Olympique Lione | definitivo (5 milioni €)   |
| D        | Thomas Helveg       | Milan           | fine prestito              |
| C        | Giōrgos Karagkounīs | Panathīnaïkos   | definitivo                 |
| C        | Kily González       | Valencia        | definitivo (2,5 milioni €) |
| C        | Luciano             | Chievo          | prestito                   |
| C        | Sabri Lamouchi      | Parma           | definitivo                 |
| C        | Andy van der Meyde  | Ajax            | definitivo (6 milioni €)   |
| C        | Khalilou Fadiga     | Auxerre         | definitivo                 |
| C        | Francisco Farinós   | Villarreal      | fine prestito              |
| A        | Julio Cruz          | Bologna         | definitivo (7 milioni €)   |

| Cessioni | Cessioni                | Cessioni       | Cessioni                  |
| R.       | Nome                    | a              | Modalità                  |
| -------- | ----------------------- | -------------- | ------------------------- |
| P        | Mathieu Moreau          | Spezia         | prestito                  |
| D        | Michele Serena          | -              | fine carriera             |
| D        | Gonzalo Sorondo         | Standard Liegi | prestito                  |
| C        | Stéphane Dalmat         | Tottenham      | prestito                  |
| C        | Domenico Morfeo         | Parma          | fine prestito             |
| C        | Sérgio Conceição        | Lazio          | definitivo                |
| C        | Luigi Di Biagio         | Brescia        | definitivo                |
| C        | Andrés Guglielminpietro | Bologna        | definitivo                |
| A        | Nicola Ventola          | Siena          | prestito                  |
| A        | Hernán Crespo           | Chelsea        | definitivo (26 milioni €) |
| A        | Gabriel Batistuta       | Roma           | fine prestito             |

### Sessione invernale(dal 2/1 all'1/2)
| Acquisti | Acquisti        | Acquisti | Acquisti                 |
| R.       | Nome            | da       | Modalità                 |
| -------- | --------------- | -------- | ------------------------ |
| C        | Dejan Stanković | Lazio    | definitivo (4 milioni €) |
| A        | Adriano         | Parma    | riscatto                 |

| Cessioni | Cessioni     | Cessioni  | Cessioni      |
| R.       | Nome         | a         | Modalità      |
| -------- | ------------ | --------- | ------------- |
| C        | Nicola Beati | Triestina | prestito      |
| C        | Luciano      | Chievo    | fine prestito |

## Risultati

### Serie A

#### Girone di andata
| Arbitro: | Farina (Novi Ligure) |

|                           |           |  |
| Vieri 86’ Materazzi 90+4’ | Marcatori |  |

| Arbitro: | Paparesta (Bari) |

|  |           |               |
|  | Marcatori | 29’ Materazzi |

| Milano 21 settembre 2003, ore 15:00 CEST 3ª giornata | Inter               | 0 – 0 referto | Sampdoria | Stadio Giuseppe Meazza (60.000 spett.)\| Arbitro: \| Collina (Viareggio) \| |
| Arbitro:                                             | Collina (Viareggio) |               |           |                                                                             |

| Udine 27 settembre 2003, ore 20:30 CEST 4ª giornata | Udinese                   | 0 – 0 referto | Inter | Stadio Friuli (25.000 spett.)\| Arbitro: \| Dondarini (Finale Emilia) \| |
| Arbitro:                                            | Dondarini (Finale Emilia) |               |       |                                                                          |

| Arbitro: | De Santis (Tivoli) |

|             |           |                                      |
| Martins 78’ | Marcatori | 39’ F. Inzaghi 46’ Kaká 77’ Ševčenko |

| Arbitro: | Pieri (Lucca) |

|                           |           |                           |
| Baggio 22’ Caracciolo 49’ | Marcatori | 62’ Cruz 87’ (rig.) Vieri |

| Milano 26 ottobre 2003, ore 20:30 CEST 7ª giornata | Inter               | 0 – 0 referto | Roma | Stadio Giuseppe Meazza (68.641 spett.)\| Arbitro: \| Collina (Viareggio) \| |
| Arbitro:                                           | Collina (Viareggio) |               |      |                                                                             |

| Arbitro: | Messina (Bergamo) |

|  |           |                      |
|  | Marcatori | 64’ Vieri 67’ Recoba |

| Arbitro: | Gabriele (Frosinone) |

|                                  |           |  |
| Cruz 26’ Materazzi 50’ Vieri 80’ | Marcatori |  |

| Arbitro: | De Santis (Tivoli) |

|                                                                            |           |  |
| Cannavaro 34’ Martins 42’ van der Meyde 50’ Farinós 60’ Cruz 67’ Vieri 75’ | Marcatori |  |

| Arbitro: | Trefoloni (Siena) |

|             |           |                           |
| Montero 90’ | Marcatori | 12’, 68’ Cruz 77’ Martins |

| Arbitro: | Farina (Novi Ligure) |

|                |           |             |
| Vieri 25’, 81’ | Marcatori | 89’ Tedesco |

| Arbitro: | Pieri (Lucca) |

|  |           |                        |
|  | Marcatori | 30’ Martins 39’ Recoba |

| Arbitro: | Trefoloni (Siena) |

|                       |           |           |
| Corradi 42’ Zauri 82’ | Marcatori | 30’ Vieri |

| Arbitro: | Rodomonti (Teramo) |

|                                |           |         |
| Cruz 49’ Córdoba 59’ Vieri 84’ | Marcatori | 3’ Bovo |

| Arbitro: | Bertini (Arezzo) |

|               |           |  |
| Filippini 41’ | Marcatori |  |

| Arbitro: | Paparesta (Bari) |

|  |           |              |
|  | Marcatori | 90+1’ Rocchi |

#### Girone di ritorno
| Arbitro: | Collina (Viareggio) |

|             |           |            |
| Makinwa 41’ | Marcatori | 11’ Recoba |

| Arbitro: | Rodomonti (Teramo) |

|                                         |           |  |
| Recoba 22’, 67’ (rig.) Adriano 49’, 78’ | Marcatori |  |

| Arbitro: | Paparesta (Bari) |

|                              |           |                |
| Cipriani 57’ Doni 86’ (rig.) | Marcatori | 31’, 78’ Vieri |

| Arbitro: | Palanca (Roma 1) |

|          |           |                            |
| Cruz 71’ | Marcatori | 53’ Pinzi 66’ Fava Passaro |

| Arbitro: | Rosetti (Torino) |

|                                   |           |                              |
| Tomasson 56’ Kaká 57’ Seedorf 85’ | Marcatori | 15’ Stanković 40’ C. Zanetti |

| Arbitro: | Ayroldi (Molfetta) |

|               |           |                                  |
| Stanković 48’ | Marcatori | 67’, 81’ Caracciolo 73’ Del Nero |

| Arbitro: | Rosetti (Torino) |

|                                                 |           |           |
| Cassano 45’ Mancini 63’, 90+3’ Totti 89’ (rig.) | Marcatori | 73’ Vieri |

| Milano 14 marzo 2004, ore 15:00 CET 25ª giornata | Inter              | 0 – 0 referto | Chievo | Stadio Giuseppe Meazza (48.000 spett.)\| Arbitro: \| De Santis (Tivoli) \| |
| Arbitro:                                         | De Santis (Tivoli) |               |        |                                                                            |

| Arbitro: | Palanca (Roma 1) |

|  |           |                      |
|  | Marcatori | 61’ Recoba 70’ Adani |

| Arbitro: | Rodomonti (Teramo) |

|  |           |                                    |
|  | Marcatori | 42’ (aut.) Bonazzoli 90+3’ Adriano |

| Arbitro: | Collina (Viareggio) |

|                                           |           |                                        |
| Martins 6’ Vieri 45’ (rig.) Stanković 47’ | Marcatori | 25’ (aut.) Kily González 90+3’ Di Vaio |

| Arbitro: | Messina (Bergamo) |

|                             |           |                              |
| Di Francesco 48’ Hübner 58’ | Marcatori | 24’, 86’ Adriano 88’ Martins |

| Arbitro: | Tombolini (Ancona) |

|                                                    |           |                   |
| Recoba 32’ Cannavaro 52’ Stanković 55’ Martins 71’ | Marcatori | 68’, 77’ Bellucci |

| Milano 25 aprile 2004, ore 15:00 CEST 31ª giornata | Inter               | 0 – 0 referto | Lazio | Stadio Giuseppe Meazza (35.000 spett.)\| Arbitro: \| Collina (Viareggio) \| |
| Arbitro:                                           | Collina (Viareggio) |               |       |                                                                             |

| Arbitro: | Rosetti (Torino) |

|                      |           |                    |
| Tonetto 47’ Bovo 70’ | Marcatori | 36’ (rig.) Adriano |

| Arbitro: | Rosetti (Torino) |

|             |           |  |
| Adriano 62’ | Marcatori |  |

| Arbitro: | Farina (Novi Ligure) |

|                         |           |                               |
| Lucchini 18’ Rocchi 84’ | Marcatori | 45+1’, 69’ Adriano 65’ Recoba |

### Coppa Italia

#### Fase finale
| Arbitro: | Palanca (Roma) |

|                      |           |                |
| Cruz 61’, 75’ (rig.) | Marcatori | 55’ Di Michele |

| Arbitro: | Tombolini (Ancona) |

|          |           |                      |
| León 38’ | Marcatori | 90+3’ (aut.) Belardi |

| Udine 13 gennaio 2004, ore 21:00 CET Quarti di finale - Andata | Udinese              | 0 – 0 referto | Inter | Stadio Friuli\| Arbitro: \| Farina (Novi Ligure) \| |
| Arbitro:                                                       | Farina (Novi Ligure) |               |       |                                                     |

| Arbitro: | Messina (Bergamo) |

|                                               |           |                  |
| van der Meyde 16’ Martins 51’ Cruz 62’ (rig.) | Marcatori | 35’ Fava Passaro |

| Arbitro: | Bertini (Arezzo) |

|                 |           |                 |
| Di Vaio 7’, 70’ | Marcatori | 3’, 35’ Adriano |

| Arbitro: | Pellegrino (Barcellona Pozzo di Gotto) |

|                                        |                      |                                               |
| Adriano 7’ Adani 90+5’                 | Marcatori            | 41’ Tudor 78’ Del Piero                       |
| Farinós Adriano Stanković Helveg Vieri | Tiri di rigore 4 – 5 | Del Piero Maresca Nedvěd Legrottaglie Miccoli |

### UEFA Champions League

#### Fase a gironi
| Arbitro: | Mejuto González |

|  |           |                                        |
|  | Marcatori | 22’ Cruz 24’ van der Meyde 41’ Martins |

| Arbitro: | Bre |

|                     |           |             |
| Adani 23’ Vieri 90’ | Marcatori | 34’ Fedorov |

| Arbitro: | Wack |

|                                     |           |  |
| Loskov 2’ Ashvetia 50’ Khokhlov 57’ | Marcatori |  |

| Arbitro: | De Bleeckere |

|            |           |            |
| Recoba 14’ | Marcatori | 54’ Loskov |

| Arbitro: | Stark |

|           |           |                                                |
| Vieri 32’ | Marcatori | 25’, 85’ Henry 49’ Ljungberg 87’ Edu 89’ Pirès |

| Arbitro: | Veissière |

|            |           |           |
| Rincón 85’ | Marcatori | 68’ Adani |

### Coppa UEFA
| Arbitro: | Medina Cantalejo |

|               |           |                     |
| Frau 59’, 81’ | Marcatori | 8’ Vieri 61’ Recoba |

| Milano 3 marzo 2004, ore 20:45 CET Sedicesimi di finale - Ritorno | Inter   | 0 – 0 referto | Sochaux | Stadio Giuseppe Meazza (30.000 spett.)\| Arbitro: \| Bennett \| |
| Arbitro:                                                          | Bennett |               |         |                                                                 |

| Lisbona 11 marzo 2004, ore 21:00 CET Ottavi di finale - Andata | Benfica  | 0 – 0 referto | Inter | Estádio da Luz (64.569 spett.)\| Arbitro: \| Wegereef \| |
| Arbitro:                                                       | Wegereef |               |       |                                                          |

| Arbitro: | Sars |

|                                         |           |                               |
| Martins 45+1’, 70’ Recoba 60’ Vieri 64’ | Marcatori | 36’, 67’ Nuno Gomes 77’ Tiago |

| Arbitro: | Batista |

|            |           |  |
| Drogba 46’ | Marcatori |  |

| Arbitro: | Nielsen |

|  |           |            |
|  | Marcatori | 74’ Meriem |

## Statistiche
Statistiche aggiornate al 16 maggio 2004.

### Statistiche di squadra
| Competizione     | Punti | In casa | In casa | In casa | In casa | In casa | In casa | In trasferta | In trasferta | In trasferta | In trasferta | In trasferta | In trasferta | Totale | Totale | Totale | Totale | Totale | Totale | D.R. |
| Competizione     | Punti | G       | V       | N       | P       | Gf      | Gs      | G            | V            | N            | P            | Gf           | Gs           | G      | V      | N      | P      | Gf     | Gs     | D.R. |
| ---------------- | ----- | ------- | ------- | ------- | ------- | ------- | ------- | ------------ | ------------ | ------------ | ------------ | ------------ | ------------ | ------ | ------ | ------ | ------ | ------ | ------ | ---- |
| Serie A          | 59    | 17      | 9       | 4       | 4       | 31      | 15      | 17           | 8            | 4            | 5            | 28           | 22           | 34     | 17     | 8      | 9      | 59     | 37     | 22   |
| Coppa Italia     | -     | 3       | 2       | 1       | 0       | 7       | 4       | 3            | 0            | 3            | 0            | 3            | 3            | 6      | 2      | 4      | 0      | 10     | 7      | 3    |
| Champions League | 8     | 3       | 1       | 1       | 1       | 4       | 7       | 3            | 1            | 1            | 1            | 4            | 4            | 6      | 2      | 2      | 2      | 8      | 11     | −3   |
| Coppa UEFA       | -     | 3       | 1       | 1       | 1       | 4       | 4       | 3            | 0            | 2            | 1            | 2            | 3            | 6      | 1      | 3      | 2      | 6      | 7      | −1   |
| Totale           | -     | 26      | 13      | 7       | 6       | 46      | 30      | 26           | 9            | 10           | 7            | 37           | 32           | 52     | 22     | 17     | 13     | 83     | 62     | 21   |

### Andamento in campionato
| Giornata  | 1 | 2 | 3 | 4 | 5 | 6 | 7 | 8 | 9 | 10 | 11 | 12 | 13 | 14 | 15 | 16 | 17 | 18 | 19 | 20 | 21 | 22 | 23 | 24 | 25 | 26 | 27 | 28 | 29 | 30 | 31 | 32 | 33 | 34 |
| --------- | - | - | - | - | - | - | - | - | - | -- | -- | -- | -- | -- | -- | -- | -- | -- | -- | -- | -- | -- | -- | -- | -- | -- | -- | -- | -- | -- | -- | -- | -- | -- |
| Luogo     | C | T | C | T | C | T | C | T | C | C  | T  | C  | T  | T  | C  | T  | C  | T  | C  | T  | C  | T  | C  | T  | C  | T  | T  | C  | T  | C  | C  | T  | C  | T  |
| Risultato | V | V | N | N | P | N | N | V | V | V  | V  | V  | V  | P  | V  | P  | P  | N  | V  | N  | P  | P  | P  | P  | N  | V  | V  | V  | V  | V  | N  | P  | V  | V  |
| Posizione | 1 | 1 | 1 | 4 | 6 | 8 | 8 | 6 | 5 | 4  | 4  | 4  | 4  | 4  | 4  | 4  | 4  | 4  | 4  | 4  | 5  | 6  | 6  | 7  | 7  | 6  | 6  | 6  | 5  | 4  | 4  | 5  | 4  | 4  |

Fonte:  Italy » Serie A 2003/2004 » Results & Tables, su worldfootball.net.
Legenda:

Luogo: C = Casa; T = Trasferta. Risultato: V = Vittoria; N = Pareggio; P = Sconfitta.

### Statistiche dei giocatori
Sono in corsivo i calciatori che hanno lasciato la società a stagione in corso.
| Giocatore        | Serie A  | Serie A | Serie A     | Serie A    | Coppa Italia | Coppa Italia | Coppa Italia | Coppa Italia | Champions League | Champions League | Champions League | Champions League | Coppa UEFA | Coppa UEFA | Coppa UEFA  | Coppa UEFA | Totale   | Totale | Totale      | Totale     |
| Giocatore        | Presenze | Reti    | Ammonizioni | Espulsioni | Presenze     | Reti         | Ammonizioni  | Espulsioni   | Presenze         | Reti             | Ammonizioni      | Espulsioni       | Presenze   | Reti       | Ammonizioni | Espulsioni | Presenze | Reti   | Ammonizioni | Espulsioni |
| ---------------- | -------- | ------- | ----------- | ---------- | ------------ | ------------ | ------------ | ------------ | ---------------- | ---------------- | ---------------- | ---------------- | ---------- | ---------- | ----------- | ---------- | -------- | ------ | ----------- | ---------- |
| D. Adani         | 23       | 1       | 2           | 0          | 3            | 1            | 1            | 0            | 3                | 2                | 0                | 0                | 5          | 0          | 1           | 0          | 34       | 4      | 4           | 0          |
| Adriano          | 16       | 9       | 0           | 0          | 2            | 3            | 0            | 0            | 0                | 0                | 0                | 0                | 0          | 0          | 0           | 0          | 18       | 12     | 0           | 0          |
| M. Almeyda       | 11       | 0       | 3           | 1          | 3            | 0            | 0            | 0            | 4                | 0                | 0                | 0                | 3          | 0          | 2           | 0          | 21       | 0      | 5           | 1          |
| E. Belözoğlu     | 21       | 0       | 5           | 1          | 3            | 0            | 0            | 0            | 4                | 0                | 1                | 0                | 2          | 0          | 0           | 0          | 30       | 0      | 6           | 1          |
| J. Bréchet       | 9        | 0       | 0           | 0          | 2            | 0            | 0            | 0            | 2                | 0                | 1                | 0                | 1          | 0          | 0           | 0          | 14       | 0      | 1           | 0          |
| O. Buruk         | 3        | 0       | 0           | 0          | 2            | 0            | 0            | 0            | 0                | 0                | 0                | 0                | 4          | 0          | 2           | 0          | 9        | 0      | 2           | 0          |
| F. Cannavaro     | 22       | 2       | 2           | 0          | 3            | 0            | 0            | 0            | 6                | 0                | 1                | 0                | 3          | 0          | 0           | 0          | 34       | 2      | 3           | 0          |
| F. Coco          | 3        | 0       | 0           | 0          | 0            | 0            | 0            | 0            | 1                | 0                | 0                | 0                | 0          | 0          | 0           | 0          | 4        | 0      | 0           | 0          |
| A. Cordaz        | 0        | 0       | 0           | 0          | 1            | −1           | 1            | 0            | 0                | 0                | 0                | 0                | 0          | 0          | 0           | 0          | 1        | 0      | 1           | 0          |
| I. Córdoba       | 31       | 1       | 8           | 1          | 5            | 0            | 1            | 1            | 5                | 0                | 0                | 0                | 6          | 0          | 2           | 0          | 47       | 1      | 11          | 2          |
| J. Cruz          | 21       | 7       | 1           | 0          | 4            | 3            | 2            | 0            | 6                | 1                | 0                | 0                | 4          | 0          | 1           | 0          | 35       | 11     | 4           | 0          |
| I. Eliakwu       | 0        | 0       | 0           | 0          | 1            | 0            | 0            | 0            | 0                | 0                | 0                | 0                | 0          | 0          | 0           | 0          | 1        | 0      | 0           | 0          |
| F. Farinós       | 16       | 1       | 8           | 0          | 5            | 0            | 1            | 0            | 0                | 0                | 0                | 0                | 3          | 0          | 2           | 0          | 24       | 1      | 11          | 0          |
| A. Fontana       | 2        | -2      | 0           | 0          | 4            | -4           | 0            | 0            | 0                | 0                | 0                | 0                | 1          | -1         | 0           | 0          | 7        | -7     | 0           | 0          |
| C. Gamarra       | 10       | 0       | 0           | 0          | 5            | 0            | 0            | 0            | 0                | 0                | 0                | 0                | 3          | 0          | 0           | 0          | 18       | 0      | 0           | 0          |
| K. González      | 21       | 0       | 3           | 0          | 4            | 0            | 0            | 0            | 3                | 0                | 1                | 0                | 4          | 0          | 2           | 0          | 32       | 0      | 6           | 0          |
| T. Helveg        | 23       | 0       | 4           | 0          | 3            | 0            | 2            | 0            | 3                | 0                | 0                | 0                | 3          | 0          | 2           | 0          | 32       | 0      | 8           | 0          |
| M. Kallon        | 5        | 0       | 1           | 0          | 0            | 0            | 0            | 0            | 2                | 0                | 0                | 0                | 0          | 0          | 0           | 0          | 7        | 0      | 1           | 0          |
| G. Karagkounīs   | 9        | 0       | 0           | 0          | 3            | 0            | 0            | 0            | 1                | 0                | 0                | 0                | 3          | 0          | 1           | 0          | 16       | 0      | 1           | 0          |
| S. Lamouchi      | 16       | 0       | 0           | 0          | 3            | 0            | 0            | 0            | 4                | 0                | 0                | 0                | 3          | 0          | 0           | 0          | 26       | 0      | 0           | 0          |
| Luciano          | 5        | 0       | 0           | 1          | 2            | 0            | 0            | 0            | 0                | 0                | 0                | 0                | 0          | 0          | 0           | 0          | 7        | 0      | 0           | 1          |
| O. Martins       | 25       | 7       | 1           | 0          | 3            | 1            | 0            | 0            | 5                | 1                | 0                | 0                | 4          | 2          | 0           | 0          | 37       | 11     | 1           | 0          |
| M. Materazzi     | 14       | 3       | 2           | 0          | 0            | 0            | 0            | 0            | 4                | 0                | 1                | 0                | 0          | 0          | 0           | 0          | 18       | 3      | 3           | 0          |
| G. Pasquale      | 14       | 0       | 4           | 0          | 3            | 0            | 0            | 0            | 2                | 0                | 0                | 0                | 2          | 0          | 0           | 0          | 21       | 0      | 4           | 0          |
| M. Rebecchi      | 0        | 0       | 0           | 0          | 1            | 0            | 0            | 0            | 0                | 0                | 0                | 0                | 0          | 0          | 0           | 0          | 1        | 0      | 0           | 0          |
| A. Recoba        | 19       | 8       | 0           | 0          | 3            | 0            | 1            | 0            | 3                | 1                | 1                | 0                | 4          | 2          | 1           | 0          | 29       | 11     | 3           | 0          |
| D. Stanković     | 14       | 4       | 1           | 1          | 2            | 0            | 0            | 0            | 0                | 0                | 0                | 0                | 0          | 0          | 0           | 0          | 16       | 4      | 1           | 1          |
| F. Toldo         | 32       | -35     | 0           | 0          | 2            | -2           | 0            | 1            | 6                | -11              | 0                | 0                | 5          | -6         | 0           | 0          | 45       | -54    | 0           | 1          |
| A. van der Meyde | 14       | 1       | 0           | 0          | 4            | 1            | 1            | 0            | 4                | 1                | 0                | 0                | 3          | 0          | 0           | 0          | 25       | 3      | 1           | 0          |
| C. Vieri         | 22       | 13      | 4           | 0          | 1            | 0            | 0            | 0            | 5                | 2                | 1                | 0                | 4          | 2          | 0           | 1          | 32       | 17     | 5           | 1          |
| C. Zanetti       | 19       | 1       | 8           | 0          | 0            | 0            | 0            | 0            | 5                | 0                | 1                | 0                | 5          | 0          | 4           | 0          | 29       | 1      | 13          | 0          |
| J. Zanetti       | 34       | 0       | 1           | 0          | 5            | 0            | 1            | 0            | 6                | 0                | 0                | 0                | 6          | 0          | 1           | 0          | 51       | 0      | 3           | 0          |